# Borsa di Varsavia
La borsa di Varsavia (WSE), in polacco Giełda Papierów Wartościowych w Warszawie, è la borsa valori polacca di Varsavia. Ha una capitalizzazione di mercato pari a 1,346 trilioni di PLN (319 mld € il 12 maggio 2017).